# دانيال هوكينز
دانيال هوكينز (بالإنجليزية: Daniel Hawkins)‏ هو لاعب اتحاد الرغبي نيوزلندي، ولد في 20 أبريل 1991 في Picton, New Zealand ‏ في نيوزيلندا.

## وصلات خارجية
- دانيال هوكينز عل موقع إسبنسكروم (الإنجليزية)
- دانيال هوكينز على موقع ItsRugby.co.uk (الإنجليزية)